# Equilíbrio químico
Um equilíbrio químico é a situação em que as velocidades das reações direta e inversa são iguais, assim haverá proporção entre a quantidade de matéria dos reagentes e dos produtos de uma reação química, mantendo-se constante ao longo do tempo caso não haja perturbações ao meio. Foi estudado pela primeira vez pelo químico francês Claude Louis Berthollet em seu livro Essai de statique chimique de 1803.
Teoricamente, toda a reação química ocorre nos dois sentidos: de reagentes se transformando em produtos e de produtos se transformando de volta em reagentes. Contudo, em certas reações, como a de combustão, praticamente 100% dos reagentes são convertidos em produtos, e não se observa ocorrer o contrário (ou pelo menos não em escala mensurável); tais reações são chamadas de irreversíveis. Há também uma série de reações nas quais logo que certa quantidade de produto(s) é formada, este(s) torna(m) a dar origem ao(s) reagente(s); essas reações possuem o nome de reversíveis. O conceito de equilíbrio químico restringe-se às reações reversíveis.
Apesar das concentrações do(s) reagente(s) e do(s) produto(s) serem constantes no equilíbrio químico de uma reação, os fenômenos direto e inverso do processo, que é reversível, continuam ocorrendo, ambos na mesma velocidade. Dessa forma, as reações direta e inversa se anulam, o que justifica o fato das concentrações do(s) produto(s) e do(s) reagente(s) serem constantes no equilíbrio químico, apesar da reação nunca ser interrompida.

## Reversibilidade de reações químicas
Um exemplo de reação reversível é a da produção da amônia (NH3) a partir do gás hidrogênio (H2) e do gás nitrogênio (N2) — que faz parte do Processo de Haber:
Note-se que a seta dupla ({\displaystyle \rightleftharpoons }) significa que a reação ocorre nos dois sentidos, e que o subscrito (g) indica que a substância se encontra na fase gasosa.
Nesta reação, quando as moléculas de nitrogênio e as de hidrogênio colidem entre si, há uma certa chance da reação entre elas ocorrer, assim como quando moléculas de amônia colidem entre si há uma certa chance de elas se dissociarem e de se reorganizarem em H2 e N2.
No início do processo, quando há apenas uma mistura de hidrogênio e nitrogênio, as chances das moléculas dos reagentes (H2 e N2) colidirem umas com as outras é a máxima de toda a reação, o que fará com que a taxa (ou velocidade) com que a reação ocorre também o seja. Porém à medida com que a reação se processa o número de moléculas de hidrogênio e de nitrogênio diminui, reduzindo dessa forma as chances de elas colidirem entre si e, consequentemente, a velocidade desse sentido da reação. Por outro lado, com o avançar da reação, o número de moléculas de amônia vai aumentando, o que faz com que cresçam as chances de elas colidirem e de se voltar a formar hidrogênio e nitrogênio, elevando assim a velocidade desse sentido da reação. Por fim chegará um momento em que tanto a velocidade de um dos sentidos quanto a do outro serão idênticas, nesse ponto nenhuma das velocidades variará mais (se forem mantidas as condições do sistema onde a reação se processa) e ter-se-á atingido o equilíbrio químico, conforme ilustrado nas figuras abaixo:
|  |  |

Um raciocínio similar, em princípio, pode ser aplicado para qualquer equilíbrio.
Deve-se salientar que quando uma reação atinge o equilíbrio ela não para. Ela continua se processando, porém tanto a reação direta como a inversa ocorrem à mesma velocidade, e desse jeito a proporção entre os reagentes e os produtos não varia . Por outras palavras, estamos na presença de um equilíbrio dinâmico (e não de um equilíbrio estático).

## Constante de equilíbrio
"Por exemplo, a constante dessa reação na temperatura de 1000 K é 0,0413, note que a constante é ADIMENSIONAL*."
- Referência: Atkins, Peter e Jones, Loretta - Princípios de Química 3º Edição
- O equilíbrio químico é atingido quando, na mistura reacional, as velocidades das reações direta (reagentes formando produtos) e inversa (produtos formando regenerando os reagentes) ficam iguais.

Uma vez atingido o equilíbrio a proporção entre os reagentes e os produtos não é necessariamente de 1:1 (lê-se um para um). Essa proporção é descrita por meio de uma relação matemática, mostrada a seguir:
Dada a reação genérica:
aA + bB {\displaystyle \rightleftharpoons } yY + zZ ,
onde A, B, Y e Z representam as espécies químicas envolvidas e a, b, y e z os seus respectivos coeficientes estequiométricos. A fórmula que descreve a proporção no equilíbrio entre as espécies envolvidas é:
{\displaystyle K_{c}={\frac {[{\mbox{Y}}]^{\mbox{y}}\cdot [{\mbox{Z}}]^{\mbox{z}}}{[{\mbox{A}}]^{\mbox{a}}\cdot [{\mbox{B}}]^{\mbox{b}}}}}
Os colchetes representam o valor da concentração (normalmente em mol/L) da espécie que está simbolizada dentro dele ([A] = concentração da espécie A, e assim por diante). {\displaystyle K_{c}} é uma grandeza chamada de constante de equilíbrio da reação. Cada reação de equilíbrio possui a sua constante, a qual sempre possui o mesmo valor para uma mesma temperatura. De um modo geral, a constante de equilíbrio de uma reação qualquer é calculada dividindo-se a multiplicação das concentrações dos produtos (cada uma elevada ao seu respectivo coeficiente estequiométrico) pela multiplicação das concentrações dos reagentes (cada uma elevada ao seu relativo coeficiente estequiométrico).
Um exemplo disso é a formação do trióxido de enxofre (SO3) a partir do gás oxigênio (O2) e do dióxido de enxofre (SO2(g)) — uma etapa do processo de fabricação do ácido sulfúrico:
2 SO2(g) + O2(g) {\displaystyle \rightleftharpoons } 2 SO3(g)
A constante de equilíbrio desta reação é dada por:
{\displaystyle K_{c}={\frac {[{\mbox{SO}}_{\mbox{3}}]^{\mbox{2}}}{[{\mbox{SO}}_{\mbox{2}}]^{\mbox{2}}\cdot [{\mbox{O}}_{\mbox{2}}]}}}
É possível determinar experimentalmente o valor da constante de equilíbrio para uma dada temperatura. Por exemplo, a constante dessa reação na temperatura de 1000 K é 0,0413. A partir dela, dada uma certa quantidade conhecida de produtos adicionados inicialmente em um sistema nessa temperatura, é possível calcular por meio da fórmula da constante qual será a concentração de todas as substâncias quando o equilíbrio for atingido.
É importante notar que, Kc para uma equação química SÓ depende da temperatura, não é alterado por catalisador e mede a espontaneidade da reação direta, a partir da condição padrão ( 1 mol/l ou 1 atm )
Utilizando a relação:
{\displaystyle \Delta G=\Delta H-T\Delta S}, onde ΔG é a energia livre de Gibbs, T a temperatura absoluta e ΔS e a variação da entropia.
Podemos colocá-la da seguinte forma:
(I) {\displaystyle G=H-TS} (É possível por ser função de estado)
E sabendo que:
(II) {\displaystyle H=U+PV}, onde U é a energia interna, P é a pressão e V o volume.
Derivando (I) temos:
{\displaystyle dG=dH-d(TS)\rightarrow dG=d(U+PV)-TdS-SdT\rightarrow dG=dU+PdV+VdP-TdS-SdT} (III),
Sabendo que:
{\displaystyle dS=dQ_{rev}/T\rightarrow dQ_{rev}=TdS} (IV)
Tendo que:
{\displaystyle dU=dQ-PdV} (V)
Inserindo (IV) e (V) em (III)
{\displaystyle dG=dU+PdV+VdP-TdS}, onde TdS = 0 pois,
Para P e T constantes temos:
{\displaystyle dG=dQ-PdV+VdP-dQ}, onde PdV = 0
Integrando a equação de Gº (G padrão) a G  e de Pº ("P zero" = P padrão) temos :
{\displaystyle \int dG=\int VdP=G-G^{0}=\int (nRT/P)dP}, onde n é o nº de moles, R a constante universal dos gases.
{\displaystyle G-G^{0}=RT\ln(P/P^{0})}
Onde Pº = 1 atm, note que daqui fica extremamente claro que o K é adimensional, pois P/Pº é adimensional.
Chegamos:
{\displaystyle G=G^{0}+RT\ln P} (VI) , onde ln P é o logaritmo de base e de P.
Agora tendo uma reação:
 aA + bB {\displaystyle \rightarrow } cC + dD (reação direta)
cC + dD {\displaystyle \rightarrow } aA + bB (reação inversa)
{\displaystyle \Delta G=Gp-Gr}, onde Gp é a energia dos produtos e Gr a energia dos reagentes.
Colocando (VI) nessa equação, conclui - se:
{\displaystyle \Delta G=\Delta G^{0}+RT\ln[X/Y]}
Onde X = A multiplicação das pressões parciais dos produtos elevado a seus respectivos
coeficientes estequiométricos e Y idem para os reagentes.
{\displaystyle X/Y=Q}, onde Q é o quociente da reação.
Para o equilíbrio temos que K = Q e ΔG = 0*
- ΔG = 0 pois a reação direta e inversa não são espontâneas, portanto é possível afirmar que o equilíbrio foi atingido.

Temos por fim:
{\displaystyle 0=\Delta G^{0}+RT\ln K} , concluindo:
{\displaystyle K=e^{(-\Delta G^{0}/RT)}}
Note que aqui fica mais claro ainda que o K é adimensional e que o K de uma reação elementar é o mesmo, caso a reação não seja elementar, por causa da função de estado, onde ΔGf = ΔGi, logo K não depende do caminho percorrido, só dependendo a temperatura. Note também que K mede a espontaneidade a partir da condição padrão.

### As leis de Guldberg-Waage e de Arrhenius
É possível relacionar a lei de Guldberg-Waage e a Lei de Arrhenius a essa última fórmula. Assim, pela Lei de Guldberg-Waage:
{\displaystyle v1=k1[X1],v2=k2[X2]}
Onde k1,2 são as constantes cinéticas das reações direta e inversa, respectivamente, bem como [X1] e [X2] são as concentrações dos reagentes.
Logo, no equilíbrio, v1 = v2, onde v1 é Velocidade da reação direta e v2 da inversa:
{\displaystyle k1[X1]=k2[X2]\Rightarrow k1/k2=[X2]/[X1]=K}
E para Lei de Arrhenius temos:
{\displaystyle K=e^{-\Delta G^{o}/RT}=e^{-(\Delta H^{o}-\Delta S^{o}T)/RT}=[e^{-Eap/RT}][e^{Sp/R}]/[e^{-Ear/RT}][e^{Sr/R}]=k1/k2}
Onde:
H é a entalpia, S é a entropia e Eap,r são as energias de ativação dos produtos e dos reagentes respectivamente. Dessa forma:
{\displaystyle k=Ae^{(-Ea/RT)},A=e^{(S/R)}}

### Constante para a soma de reações
Se uma reação química pode ser expressa pela soma de duas ou mais reações (ou etapas individuais), então a constante de equilíbrio da reação global será a multiplicação das constantes de cada uma das reações individuais.
| 2P(g) + 3Cl2(g) {\displaystyle \rightleftharpoons } 2PCl3(g) | {\displaystyle K'_{c}={\frac {[{\mbox{PCl}}_{\mbox{3}}]^{\mbox{2}}}{[{\mbox{P}}]^{\mbox{2}}\cdot [{\mbox{Cl}}_{\mbox{2}}]^{\mbox{3}}}}} |
| PCl3(g) + Cl2(g) {\displaystyle \rightleftharpoons } PCl5(g) | {\displaystyle K''_{c}={\frac {[{\mbox{PCl}}_{\mbox{5}}]}{[{\mbox{PCl}}_{\mbox{3}}]\cdot [{\mbox{Cl}}_{\mbox{2}}]}}}                    |
| 2P(g) + 5Cl2(g) {\displaystyle \rightleftharpoons } 2PCl5(g) | {\displaystyle K_{c}={\frac {[{\mbox{PCl}}_{\mbox{5}}]^{\mbox{2}}}{[{\mbox{P}}]^{\mbox{2}}\cdot [{\mbox{Cl}}_{\mbox{2}}]^{\mbox{5}}}}}  |

Neste caso, a terceira reação é igual à soma da primeira mais duas vezes a segunda:
| + | 2P(g) + 3Cl2(g) {\displaystyle \rightleftharpoons } 2PCl3(g) |
| + | PCl3(g) + Cl2(g) {\displaystyle \rightleftharpoons } PCl5(g) |
| + | PCl3(g) + Cl2(g) {\displaystyle \rightleftharpoons } PCl5(g) |
|   | 2P(g) + 5Cl2(g) {\displaystyle \rightleftharpoons } 2PCl5(g) |

E a sua constante de equilíbrio pode ser expressa por:
{\displaystyle K_{c}=K'_{c}\cdot K''_{c}\cdot K''_{c}}
{\displaystyle K_{c}={\frac {[{\mbox{PCl}}_{\mbox{3}}]^{\mbox{2}}}{[{\mbox{P}}]^{\mbox{2}}\cdot [{\mbox{Cl}}_{\mbox{2}}]^{\mbox{3}}}}\cdot {\frac {[{\mbox{PCl}}_{\mbox{5}}]}{[{\mbox{PCl}}_{\mbox{3}}]\cdot [{\mbox{Cl}}_{\mbox{2}}]}}\cdot {\frac {[{\mbox{PCl}}_{\mbox{5}}]}{[{\mbox{PCl}}_{\mbox{3}}]\cdot [{\mbox{Cl}}_{\mbox{2}}]}}={\frac {[{\mbox{PCl}}_{\mbox{5}}]^{\mbox{2}}}{[{\mbox{P}}]^{\mbox{2}}\cdot [{\mbox{Cl}}_{\mbox{2}}]^{\mbox{5}}}}}
Pode se perceber que caso uma reação apareça duas ou mais vezes na soma, ela aparece esse mesmo número de vezes na multiplicação.

### Relação entre a velocidade da reação e a constante de equilíbrio
Conforme já mencionado, no equilíbrio a velocidade tanto da reação inversa quanto a da direta são iguais. Por sua vez, a velocidade de uma reação depende de uma outra constante chamada de constante de velocidade (simbolizada aqui por {\displaystyle k}); e é possível encontrar uma relação entre as constantes de velocidade das reações direta e indireta, e a constante  de equilíbrio.
Para demonstrar isso, considere-se o seguinte equilíbrio genérico (supondo que as suas reações ocorram cada qual em uma única etapa):
| 2A {\displaystyle \rightleftharpoons } X + Y | {\displaystyle K_{c}={\frac {[{\mbox{X}}]\cdot [{\mbox{Y}}]}{[{\mbox{A}}]^{\mbox{2}}}}} |

Agora vejamos as duas reações que ocorrem nele, juntamente com a expressão de suas respectivas velocidades ({\displaystyle r}):
| 2A → X + Y | {\displaystyle r=k\cdot [{\mbox{A}}]^{\mbox{2}}}          |
| X + Y → 2A | {\displaystyle r'=k'\cdot [{\mbox{X}}]\cdot [{\mbox{Y}}]} |

É importante frisar que o expoente que eleva as concentrações das espécies na fórmula da velocidade não necessariamente é igual ao respectivo coeficiente estequiométrico da espécie na reação, contudo o expoente certamente será assim se a reação se processar em uma única etapa (conforme se está considerando nessa situação).
Uma vez que as velocidades de ambas as reações são idênticas no equilíbrio, pode-se igualá-las:
{\displaystyle k\cdot [{\mbox{A}}]^{\mbox{2}}=k'\cdot [{\mbox{X}}]\cdot [{\mbox{Y}}]}
Rearranjando a equação, tem-se:
{\displaystyle {\frac {[{\mbox{X}}]\cdot [{\mbox{Y}}]}{[{\mbox{A}}]^{\mbox{2}}}}={\frac {k}{k'}}}
Observemos que a expressão do membro esquerdo é idêntica à fórmula do equilíbrio dessa reação. Então podemos escrever:
{\displaystyle K_{c}={\frac {k}{k'}}}
Esta relação é válida para qualquer equilíbrio cujas reações ocorram em uma única etapa, o que pode ser facilmente constatado por essa mesma dedução para outros equilíbrios.
No caso de as reações se processarem em mais de uma etapa, basta lembrar que a reação global nada mais é que a soma das reações de cada etapa. Para cada uma das etapas pode-se fazer essa mesma dedução, e então somar cada reação (o que significa multiplicar as suas constantes). Dessa forma teremos para uma reação de múltiplas etapas:
{\displaystyle K_{c}={\frac {k_{1}}{k'_{1}}}\cdot {\frac {k_{2}}{k'_{2}}}\cdot (\cdots )}
Sendo {\displaystyle k_{1}}, {\displaystyle k'_{1}}, {\displaystyle k_{2}}, {\displaystyle k'_{2}} e assim por diante as constantes de velocidades de cada etapa.

## Equilíbrio heterogêneo
Quando todas as substâncias envolvidas no equilíbrio se encontram no mesmo estado físico diz-se que temos um equilíbrio homogêneo, que é o caso de todos os equilíbrios apresentados aqui até então. Analogamente, os equilíbrios onde estão envolvidas mais de uma fase são chamados de equilíbrios heterogêneos, como o seguinte:
Ni(s) + 4CO(g) {\displaystyle \rightleftharpoons } Ni(CO)4(g)
Note-se que o subscrito (s) significa que a espécie se encontra no estado sólido. Equilíbrios heterogêneos, como este, frequentemente apresentam ao menos um sólido puro ou um líquido puro.
Na expressão da constante de equilíbrio temos as concentrações das espécies envolvidas. A concentração pode ser calculada dividindo-se o número de mols da substância pelo volume que ela ocupa. O número de mols representa a quantidade de matéria e, por isso, ele é proporcional a massa; assim o número de mols dividido pelo volume é proporcional à massa dividida pelo volume.
A densidade de algo é justamente calculada dividindo-se a sua massa pelo seu volume ocupado. No caso de uma substância pura, toda a sua massa corresponde à de uma única substância, e assim a sua "concentração" do seu número de mols dividido pelo volume é proporcional a sua densidade (massa dividida pelo volume).
A densidade de uma dada substância em dadas condições é uma propriedade intensiva, ou seja, é a mesma independentemente do quanto dessa substância houver. Dessa forma pode-se concluir que a concentração de um sólido ou um líquido puro (que são virtualmente incompressíveis) é a mesma independentemente de quanto houver deles (já um gás, que pode ser comprimido sem dificuldade, tem a sua concentração variada facilmente). Por essa razão se simplifica as expressões das constantes de equilíbrio omitindo-se a concentração de sólidos e líquidos puros.
Com isso, a expressão para a constante do último equilíbrio apresentado fica:
{\displaystyle K_{c}={\frac {[{\mbox{Ni}}{\mbox{(CO)}}_{4}]}{[{\mbox{CO}}]^{\mbox{4}}}}}

## Equilíbrio gasoso
Pela equação dos gases perfeitos tem-se que para cada gás de uma mistura gasosa:
{\displaystyle P_{x}\cdot V=n_{x}\cdot R\cdot T},
onde {\displaystyle P_{x}} é a pressão parcial de um gás {\displaystyle x} qualquer (ou seja, a pressão que ele teria caso estivesse apenas ele no recipiente), {\displaystyle V} é o volume ocupado pela mistura, {\displaystyle n_{x}} é o número de mols do gás, {\displaystyle R} é a constante dos gases perfeitos, e {\displaystyle T} a temperatura em kelvin.
Rearranjando a equação, teremos:
{\displaystyle {\frac {n_{x}}{V}}={\frac {P_{x}}{R\cdot T}}}
O membro esquerdo ({\displaystyle n_{x}}/{\displaystyle V}) é a fórmula para o cálculo da concentração molar do gás. A constante {\displaystyle R} é sempre a mesma e a temperatura {\displaystyle T} não varia em um sistema que permanece em equilíbrio químico, assim o único fator que pode variar na equação em um equilíbrio é a pressão parcial {\displaystyle P_{x}}. Dessa forma pode-se dizer que a concentração do gás é proporcional à sua pressão parcial.
Com base nisso, também é possível escrever a fórmula da constante de equilíbrio usando-se as pressões parciais dos gases envolvidos, no lugar de suas concentrações. Por exemplo:
| H2(g) + I2(g) {\displaystyle \rightleftharpoons } 2HI(g) | {\displaystyle K_{p}={\frac {\left(P_{HI}\right)^{2}}{P_{H_{2}}\cdot P_{I_{2}}}}} |

Observe-se que agora a constante de equilíbrio está representada por {\displaystyle K_{p}}, em vez de {\displaystyle K_{c}} (quando o cálculo foi feito usando-se as concentrações dos gases). Essas duas constantes para um mesmo caso possuem valores diferentes uma da outra, então é importante especificar qual das duas se está usando quando se está lidando com um equilíbrio.

### Adição ou remoção de reagentes (Não serve para sólidos)
Ao se alterar a quantidade de uma substância, também se está mexendo na velocidade em que a reação se processa (pois se estará mudando as chances de as substâncias reagirem entre si). Dessa forma, a velocidade das reações direta e inversa deixa de ser igual: se uma substância foi retirada de uma das reações, essa passará a ser mais lenta; e, analogamente, ela passará a ser mais rápida se uma substância for adicionada a ela. Assim ocorre que se algo for acrescentado, o equilíbrio tende a reduzir a quantidade dessa substância e vice-versa. Para garantir que a reação se torne reversa
Tal resposta do equilíbrio pode ser sumarizada pelo assim chamado Princípio de Le Chatelier:
| Quando uma perturbação externa é aplicada a um sistema em equilíbrio dinâmico, o equilíbrio tende a se ajustar para diminuir o efeito da perturbação. |

À medida que as reações se processam, as suas velocidades vão se aproximando até que se igualem e assim é atingido novamente o equilíbrio. A constante do equilíbrio será a mesma da de antes de se adicionar ou remover substâncias.

### Compressão
Um equilíbrio gasoso pode ser afetado pela compressão. De acordo com o princípio de Le Chatelier, com o aumento da pressão o equilíbrio tende a se deslocar no sentido de diminuir essa pressão, o que significa favorecer a reação que resulte no menor número de moléculas no estado gasoso. Nesse caso, a o valor da constante de equilíbrio também não é alterado.
Para se observar tal efeito,  considere-se esse equilíbrio:
| N2O4(g) {\displaystyle \rightleftharpoons } 2NO2(g) | {\displaystyle K_{c}={\frac {[{\mbox{NO}}_{\mbox{2}}]^{\mbox{2}}}{[{\mbox{N}}_{\mbox{2}}{\mbox{O}}_{\mbox{4}}]}}} |

As concentrações podem ser escritas como o seu número de mols dividido pelo volume ({\displaystyle n_{x}/V}), então teremos:
{\displaystyle K_{c}={\frac {({n_{NO_{2}}}/V)^{2}}{({n_{N_{2}O_{4}}}/V)}}={\frac {(n_{NO_{2}})^{2}}{(n_{N_{2}O_{4}})}}\cdot {\frac {1}{V}}}
Se o valor de {\displaystyle V} (volume) diminuir, é preciso que o número de mols do N2O4 aumente para que o valor da constante de equilíbrio permaneça o mesmo. Na reação, esse reagente representava metade do número de moléculas do produto. O mesmo raciocínio pode ser aplicado em qualquer equilíbrio gasoso.

### Temperatura
É encontrado experimentalmente que a formação de produtos de uma reação exotérmica (isto é, que liberta energia) é favorecida com a diminuição da temperatura, ao passo que a formação de produtos em uma reação endotérmica (isto é, que absorve energia) é favorecida com o aumento da temperatura.
Em um equilíbrio, se uma reação é endotérmica a outra necessariamente é exotérmica, e vice-versa. Aumentar ou diminuir a temperatura fará com que a velocidade de uma das reações aumente e a da outra diminua. As velocidades das reações se igualarão novamente depois de um tempo; porém nesse caso como temos o favorecimento e o desfavorecimento da formação de certas substâncias, a constante de equilíbrio nessa nova temperatura não será mais a mesma da temperatura anterior.

### Catalisador
A adição de um catalisador direciona a reação para um novo mecanismo, o qual é mais rápido do que o sem a catálise. Contudo, o catalisador não afeta o valor da constante de equilíbrio, ele apenas faz com que o equilíbrio seja atingido em um tempo menor, conforme mostrado na figura a seguir:

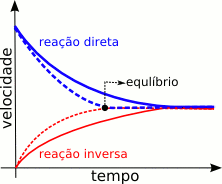
Curvas tracejadas: com catalisador Curvas cheias: sem catalisador

Atenção: O equilíbrio não é deslocado com a presença do catalisador.

### Relação entre as constantes Kpe Kc
Existe uma relação matemática entre as constantes de equilíbrio em função da concentração Kc e em função da pressão parcial Kp, baseada na equação de Clapeyron:
em que:
R é a constante universal dos gases, T é a temperatura absoluta e Δn é a diferença entre a soma dos coeficientes inteiros dos produtos gasosos e a soma dos coeficientes inteiros dos reagentes gasosos. Por exemplo, no equilíbrio:
Essa expressão matemática apresenta uma limitação, não admitindo a presença de um ou mais líquidos na reação em questão. Isso não significa que a reação não apresente Kp e Kc, significa apenas que a expressão é inválida para esse caso.

## Aplicações
Dada a constante de equilíbrio, é possível saber em qual direção a reação vai ocorrer preferencialmente no início quando misturamos certas quantidades de substâncias que estarão em equilíbrio entre si.
Para isso basta calcular o quociente da reação para o início da mistura. Sua expressão é exatamente a mesma que a da constante de equilíbrio, o que muda é que nesse caso usamos as concentrações ou as pressões parciais  de um dado instante da reação (não necessariamente no equilíbrio).
Se o quociente de reação for maior que a constante de equilíbrio, isso significa que a quantidade de produtos é alta demais e, pelo princípio de Le Chatelier, a reação vai se processar preferencialmente no sentido de consumir os produtos. Analogamente, se o quociente de reação for menor que a constante de equilíbrio, a reação vai se processar preferencialmente do sentido de consumir os reagentes.
Sabendo-se disso, também é possível favorecer a formação de um produto de interesse o removendo em uma certa taxa ao longo do processo (pois assim o equilíbrio será deslocado a favor da formação desse produto).